# (30444) Shemp
(30444) Shemp est un astéroïde de la ceinture principale.

## Description
(30444) Shemp est un astéroïde de la ceinture principale. Il fut découvert le 5 juillet 2000 à Reedy Creek par John Broughton. Il présente une orbite caractérisée par un demi-grand axe de 2,77 UA, une excentricité de 0,17 et une inclinaison de 8,0° par rapport à l'écliptique.

## Compléments